# Aloe polyphylla
Aloe polyphylla é uma espécie de liliopsida do gênero Aloe, pertencente à família Asphodelaceae.